# Gwendolyn
Gwendolyn – imię żeńskie, jeden z wariantów zapisu imienia Gwendolen, powstałe być może pod wpływem takich mian jak Carolyn, Evelyn i Marilyn. Ten zapis jest najczęściej wykorzystywany w USA.

## Osoby o tym imieniu
- Gwendolyn B. Bennett (1902–1981), amerykańska pisarka
- Gwendolyn Black (1911–2005), kanadyjska muzyczka, edukatorka i aktywistka
- Gwendolyn Bradley, amerykańska sopranistka
- Gwendolyn T. Britt (1941–2008), amerykańska polityk
- Gwendolyn Brooks (1917–2000), amerykańska poetka
- Gwendolyn Faison, amerykańska polityk
- Gwendolyn Audrey Foster, amerykańska profesor
- Gwendolyn Garcia (ur. 1955), filipińska polityk
- Gwendolyn Graham (ur. 1963), amerykańska seryjna morderczyni
- Gwendolyn Holbrow (ur. 1957), amerykańska artystka
- Gwendolyn L. "Gwen" Ifill (1955–2016), amerykańska dziennikarka
- Gwendolyn King, amerykańska bizneswomen
- Gwendolyn Knight (1914–2005), amerykańska artystka
- Gwendolyn Lau, amerykańska aktorka dubbingowa
- Gwendolyn Lycett, brytyjska łyżwiarka figurowa
- Gwendolyn MacEwen (1941–1987), kanadyjska pisarka i poetka
- Gwendolyn Masin (ur. 1977), pochodząca z Niemiec skrzypaczka
- Gwendolyn Osborne (ur. 1978), brytyjska modelka i aktorka
- Gwendolyn Rutten, belgijska polityk
- Gwendolyn Sanford, amerykańska piosenkarka
- Gwendolyn Zepeda (ur. 1971), amerykańska pisarka